# The Reivers
 The Reivers és una pel·lícula estatunidenca dirigida per Mark Rydell el 1969. És una adaptació de la novel·la The Reivers de William Faulkner

## Argument
Lucius, un nen de dotze anys d'una rica família del sud dels Estats Units al començament del segle xx, és admirant el cotxe nou que el seu avi acaba de comprar. Un criat una mica groller, Boon (Steve McQueen), l'entrena en una escapada cap a Memphis on pensa trobar la seva amiga Corrie que viu en un prostíbul. Lucius, Boon i Ned, un criat negre, arriben a Memphis al volant del cotxe robat que és revenut, sense saber-ho Boon i Lucius, per Ned, per adquirir un cavall. Per poder recomprar el vehicle i tornar, organitzen una carrera de cavalls amb apostes, en la qual Lucius participarà muntant el cavall de Ned.
Guanyarà la carrera, amb gran alleujament dels seus companys d'infortuni, però la seva fuga serà castigada a la tornada.

## Repartiment
- Steve McQueen: Boon Hogganbeck
- Sharon Farrell: Corrie
- Will Geer: Boss McCaslin
- Rupert Crosse: Ned McCaslin
- Mitch Vogel: Lucius McCaslin
- Juano Hernández: Oncle Possum
- Michael Constantine: Mr. Binford
- Burgess Meredith: El narrador
- Diane Ladd: Phoebe
- Ruth White: Srta. Reba

## Nominacions
- Oscar al millor actor secundari per Rupert Crosse
- Oscar a la millor banda sonora per John Williams
- Globus d'Or al millor actor musical o còmic per Steve McQueen
- Globus d'Or al millor actor secundari per Mitch Vogel